# العلاقات البرازيلية المكسيكية
العلاقات البرازيلية المكسيكية هي العلاقات الثنائية التي تجمع بين البرازيل والمكسيك.

## مقارنة بين البلدين
هذه مقارنة عامة ومرجعية للدولتين:
| وجه المقارنة                                              | البرازيل | المكسيك                                                                               |
| --------------------------------------------------------- | --- | ------------------------------------------------------------------------------------- |
| المساحة (كم2)                                             | 8.52 مليون | 1.97 مليون                                                                            |
| عدد السكان (نسمة)                                         | 202.66 مليون | 130.53 مليون                                                                          |
| الكثافة السكانية (ن./كم²)                                 | 23.79 | 66.26                                                                                 |
| العاصمة                                                   | برازيليا، ريو دي جانيرو | مدينة مكسيكو                                                                          |
| اللغة الرسمية                                             | برتغالية برازيلية، Brazilian Sign Language ‏ | اللغة الإسبانية                                                                       |
| العملة                                                    | ريال برازيلي، كروزيرو ريال برازيلي ‏، كروزيرو البرازيلية (1990–1993)، البرازيلي كروزادو نوفو، كروزادو برازيلي، cruzeiro ‏، كروزيرو البرازيلية (1942–1967)، الريال البرازيلي (قديم) | بيزو مكسيكي                                                                           |
| الناتج المحلي الإجمالي (بليون دولار)                      | 2.06 تريليون | 1.15 تريليون                                                                          |
| الناتج المحلي الإجمالي (تعادل القوة الشرائية) بليون دولار | 3.22 تريليون | 2.16 تريليون                                                                          |
| الناتج المحلي الإجمالي الاسمي للفرد دولار أمريكي          | 8.54 ألف | 9.01 ألف                                                                              |
| الناتج المحلي الإجمالي للفرد دولار أمريكي                 | 15.89 ألف | 17.32 ألف                                                                             |
| مؤشر التنمية البشرية                                      | 0.754 | 0.756                                                                                 |
| رمز المكالمات الدولي                                      | +55 | +52                                                                                   |
| رمز الإنترنت                                              | .br | .mx                                                                                   |
| المنطقة الزمنية                                           | | منطقة زمنية وسطى، المنطقة الزمنية الجبلية، زمن منطقة المحيط الهادئ، منطقة زمنية شرقية |

## مدن متوأمة
في ما يلي قائمة باتفاقيات التوأمة بين مدن برازيلية ومكسيكية:
- ترتبط نوفو هامبورغو مع ليون باتفاقية توأمة.
- ترتبط ريو دي جانيرو مع مدينة مكسيكو باتفاقية توأمة منذ 1969.
- ترتبط برازيليا مع غوادالاخارا باتفاقية توأمة منذ 2004.
- ترتبط سانتوس، ساو باولو مع مدينة فيراكروز باتفاقية توأمة.
- ترتبط ساو باولو مع توريون باتفاقية توأمة منذ 2004.[14][14][14][14]
- ترتبط جوازيرو مع سيوداد خواريز باتفاقية توأمة.
- ترتبط كوريتيبا مع غوادالاخارا باتفاقية توأمة.[15][16]

## منظمات دولية مشتركة
يشترك البلدان في عضوية مجموعة من المنظمات الدولية، منها:
| علم المنظمة | اسم المنظمة                                                          | تاريخ انضمام البرازيل | تاريخ انضمام المكسيك |
| ----------- | -------------------------------------------------------------------- | --------------------- | -------------------- |
|             | وكالة حظر الأسلحة النووية في أمريكا اللاتينية ومنطقة البحر الكاريبي ‏ | ?                     | ?                    |
|             | منظمة الدول الأمريكية                                                | ?                     | ?                    |
|             | الاتحاد البريدي العالمي                                              | ?                     | ?                    |
|             | يونسكو                                                               | 4 نوفمبر 1946         | 4 نوفمبر 1946        |
|             | المحكمة الجنائية الدولية                                             | ?                     | ?                    |
|             | البنك الدولي للإنشاء والتعمير                                        | 14 يناير 1946         | 31 ديسمبر 1945       |
|             | رابطة أمريكا اللاتينية للتكامل ‏                                      | ?                     | ?                    |
|             | منظمة الشرطة الجنائية الدولية                                        | ?                     | ?                    |
|             | الأمم المتحدة                                                        | 24 أكتوبر 1945        | 7 نوفمبر 1945        |
|             | مؤسسة التنمية الدولية                                                | 15 مارس 1963          | 24 أبريل 1961        |
|             | مجموعة دول أمريكا اللاتينية والكاريبي                                | ?                     | ?                    |
|             | الفريق المعني برصد الأرض                                             | ?                     | ?                    |
|             | مجموعة العشرين                                                       | ?                     | ?                    |
|             | منظمة التجارة العالمية                                               | ?                     | 1995                 |
|             | وكالة ضمان الاستثمار متعدد الأطراف                                   | 7 يناير 1993          | 1 يوليو 2009         |
|             | مجموعة ريو                                                           | ?                     | ?                    |
|             | الاتحاد الدولي للاتصالات                                             | 4 يوليو 1877          | 1 يوليو 1908         |
|             | مجموعة الموردين النوويين                                             | ?                     | ?                    |
|             | مؤسسة التمويل الدولية                                                | 31 ديسمبر 1956        | 20 يوليو 1956        |
|             | ميركوسور                                                             | ?                     | ?                    |
|             | منظمة حظر الأسلحة الكيميائية                                         | ?                     | ?                    |

## أعلام
هذه قائمة لبعض الشخصيات التي تربطها علاقات بالبلدين:
- ألفونسو رييس أوتشوا (17 مايو 1889[23][24][25] – 27 ديسمبر 1959[23][24][26])
- ألفونسو غارثيا روبليس (20 مارس 1911[27] – 2 سبتمبر 1991[27])
- باسكوال أورتيز روبيو (سياسي مكسيكي، 10 مارس 1877 – 4 نوفمبر 1963)
- جوناثان دوس سانتوس (لاعب كرة قدم إسباني، 26 أبريل 1990[28] – )
- جيزيل لتيي (ممثلة برازيلية، 3 أكتوبر 1981 – )
- جيوفاني دوس سانتوس (لاعب كرة قدم مكسيكي، 11 مايو 1989[29] – )
- سينيا (لاعب كرة قدم برازيلي، 23 مايو 1976 – )
- شيكو دياز (ممثل برازيلي، 16 فبراير 1959 – )
- لويس روبرتو ألفيس (لاعب كرة قدم مكسيكي، 23 مايو 1967[30] – )

## وصلات خارجية
- موقع وزارة الخارجية البرازيلية
- موقع وزارة الخارجية المكسيكية